# Dr. Pimple Popper
Dr. Pimple Popper, conocido en Hispanoamérica como Dra. Sandra Lee: Especialista en Piel y en España como La Doctora Lee, es un programa de telerrealidad estadounidense que se transmite por el canal TLC. La serie, protagonizada por la dermatóloga y celebridad de internet Sandra Lee, la sigue mientras trata a pacientes con casos inusuales de trastornos faciales y de la piel en su clínica Skin Physicians & Surgeons ubicada en la ciudad de Upland, California, en Inland Empire.
El programa comenzó con un especial de una hora el 3 de enero de 2018 antes de que se emitiera la primera temporada el 11 de julio de 2018.

## Historia
Inicialmente transmitido a las 22:00 hrs. (ET) los días miércoles, Dr. Pimple Popper se convirtió en el programa de cable mejor calificado en su franja horaria entre mujeres de 25 a 54 años. El 14 de agosto, el día antes de que se emitiera el episodio final de la temporada 1, TLC anunció que había renovado la serie para una segunda temporada, con nuevos episodios que se emitirían en enero de 2019.
Otro especial de una hora se emitió el 13 de diciembre de 2018, antes de que comenzara la segunda temporada el 3 de enero de 2019, con sus episodios trasladados a las 21:00 hrs. (ET) los días jueves. A partir de la mitad de la quinta temporada, nuevos episodios estuvieron disponibles en el servicio de transmisión Discovery+, antes de regresar a TLC para la sexta temporada.
Una serie derivada titulada Dr. Pimple Popper: Before the Pop fue estrenada el 3 de septiembre de 2020.
El último especial se emitió el 8 de diciembre de 2021 y la séptima temporada se estrenó el 16 de febrero de 2022. 

## Temporadas

### Episodios regulares
| Temporada | Temporada | Episodios | Emisión original        | Emisión original         | Cadena           |
| Temporada | Temporada | Episodios | Primera emisión         | Última emisión           | Cadena           |
| --------- | --------- | --------- | ----------------------- | ------------------------ | ---------------- |
|           | 1         | 6         | 11 de julio de 2018     | 15 de agosto de 2018     | TLC              |
|           | 2         | 10        | 3 de enero de 2019      | 7 de marzo de 2019       | TLC              |
|           | 3         | 4         | 11 de julio de 2019     | 1 de agosto de 2019      | TLC              |
|           | 4         | 6         | 26 de diciembre de 2019 | 30 de enero de 2020      | TLC              |
|           | 5         | 10        | 28 de diciembre de 2020 | 1 de marzo de 2021       | TLC / Discovery+ |
|           | 6         | 10        | 14 de julio de 2021     | 15 de septiembre de 2021 | TLC              |
|           | 7         | 10        | 16 de febrero de 2022   | 20 de abril de 2022      | TLC              |

### Episodios especiales
| Temporada | Temporada | Episodios | Emisión original        | Cadena           | Nota                               |
| --------- | --------- | --------- | ----------------------- | ---------------- | ---------------------------------- |
|           | 1         | 1         | 3 de enero de 2018      | TLC              | Episodio previo a la 1.ª temporada |
|           | 2         | 1         | 13 de diciembre de 2018 | TLC              | Episodio previo a la 2.ª temporada |
|           | 5         | 1         | 21 de diciembre de 2020 | TLC / Discovery+ | Episodio previo a la 5.ª temporada |
|           | 7         | 1         | 8 de diciembre de 2021  | TLC              | Episodio previo a la 7.ª temporada |

## Spin-off
- Dr. Pimple Popper: This Is Zit (2018-2020): Desde el 3 de enero de 2018 hasta el 28 de agosto de 2020, durante siete temporadas, fue emitida esta serie web a través del sitio web de TLC y la cuenta de Facebook del programa, con episodios de tres a seis minutos de duración, enfocados en algún procedimiento particular realizado por la Dra. Lee. Fueron emitidos 57 episodios en total.[7][8]

- Dr. Pimple Popper: Where Are They Now (2019-2020): Desde el 4 de enero de 2019 hasta el 27 de febrero de 2020, durante dos temporadas, fue emitida esta serie web a través del sitio web de TLC y la cuenta de Facebook del programa, con episodios de seis minutos de duración, enfocados en los pacientes más recordados que pasaron anteriormente por el programa de televisión y su situación actual, tras las intervenciones realizadas por la Dra. Lee. Fueron emitidos 14 episodios en total.[9]

- Dr. Pimple Popper: Before the Pop (2020): El 5 de agosto de 2020, se anunció que una serie derivada titulada Dr. Pimple Popper: Before the Pop se estrenaría el 3 de septiembre de 2020. El programa sigue a la Dra. Lee tomando citas virtuales mediante telemedicina con pacientes que no pueden visitar su oficina en persona, principalmente debido a las restricciones causadas por la Pandemia de COVID-19. Ella revisa los casos y ofrece ayuda a las personas con algunas de las afecciones cutáneas más extremas, debiendo los pacientes hacerse cargo de sus problemas con sus propias manos. El programa contó con 10 episodios, emitidos  desde el 3 de septiembre al 29 de octubre de 2020.[6]

## Premios y nominaciones
| Año  | Premio                         | Categoría                              | Nominado          | Resultado | Ref(s) |
| ---- | ------------------------------ | -------------------------------------- | ----------------- | --------- | ------ |
| 2021 | Critics' Choice Real TV Awards | Estrella femenina del año              | Sandra Lee        | Ganador   | [ 10 ] |
| 2021 | Women's Image Network Awards   | Mejor actriz en serie de telerrealidad | Sandra Lee        | Nominado  | [ 11 ] |
| 2022 | MTV Movie & TV Awards          | Mejor programa de estilo de vida       | Dr. Pimple Popper | Pendiente | [ 12 ] |